# مرغك (استبهان)
مرغك (بالفارسية: مرغک) هي قرية تقع في منطقة رونيز في إيران.